# Tonalá (Chiapas)
Tonalá – miasto w Meksyku, w stanie Chiapas.